# コウライシバ
コウライシバ（Zoysia pacifica (Goudswaard) M.Hotta et Kuroki）はイネ科の植物の1つ。シバに似ているが、より小さく、葉が細くて縁が2つ折りに折り畳まれている。ただしこの名で園芸的に出回っているのはよく似た別種のコウシュンシバで、この種が芝生として多用されるが本種も一部で利用されている。

## 特徴
地表に広がる多年生の草本。地上に匍匐茎を伸ばすか、あるいは地表すれすれの浅いところを這うように根茎を伸ばす。それらの節毎に根を出し、上向きに茎を伸ばす。立ち上がる茎は高さ5～15cm。その茎に出る葉の葉身は長さが2～8cm、縁が内側に巻き込み、時に管状になって葉幅は1mmほどしかない。
花期は5～7月で、茎の先端に総状花序を出す。総状花序は小穂が軸に密着して棒状となっており、長さは1～3cm。小穂は長さ3mm前後で幅0.7～1mm、1個の小花のみを含み、第1包頴はなく、表面は革質で光沢のある第2包頴に包まれている。護頴は薄く、内頴はない。葯は長さ1mm。

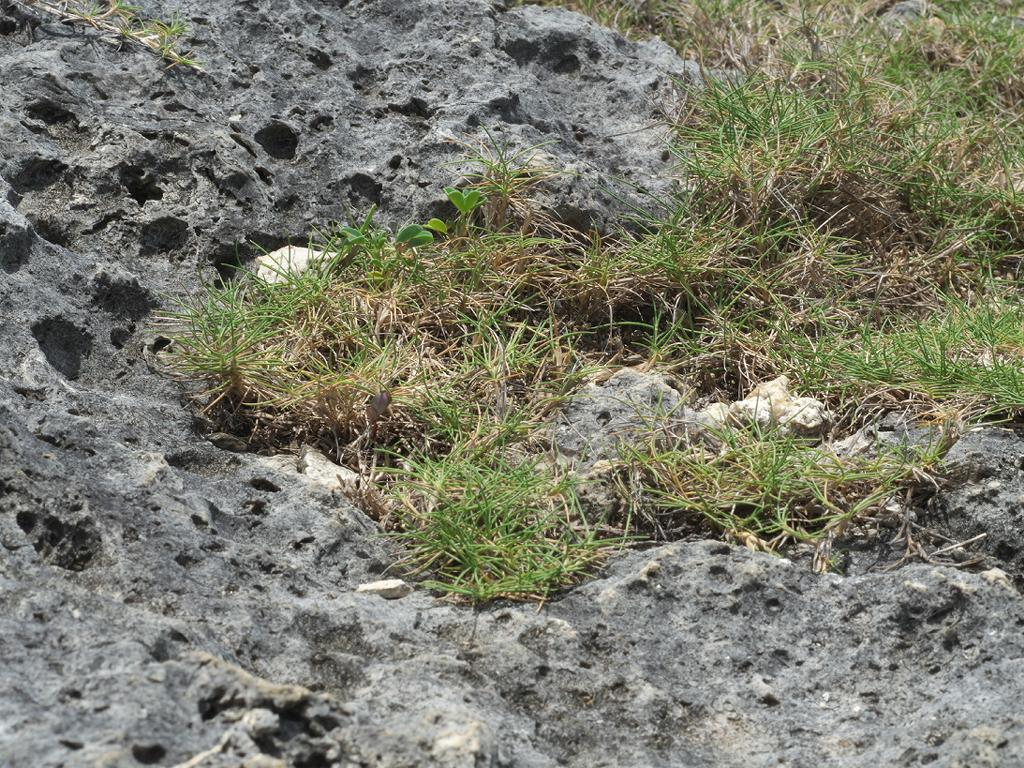
隆起サンゴ礁上の群落
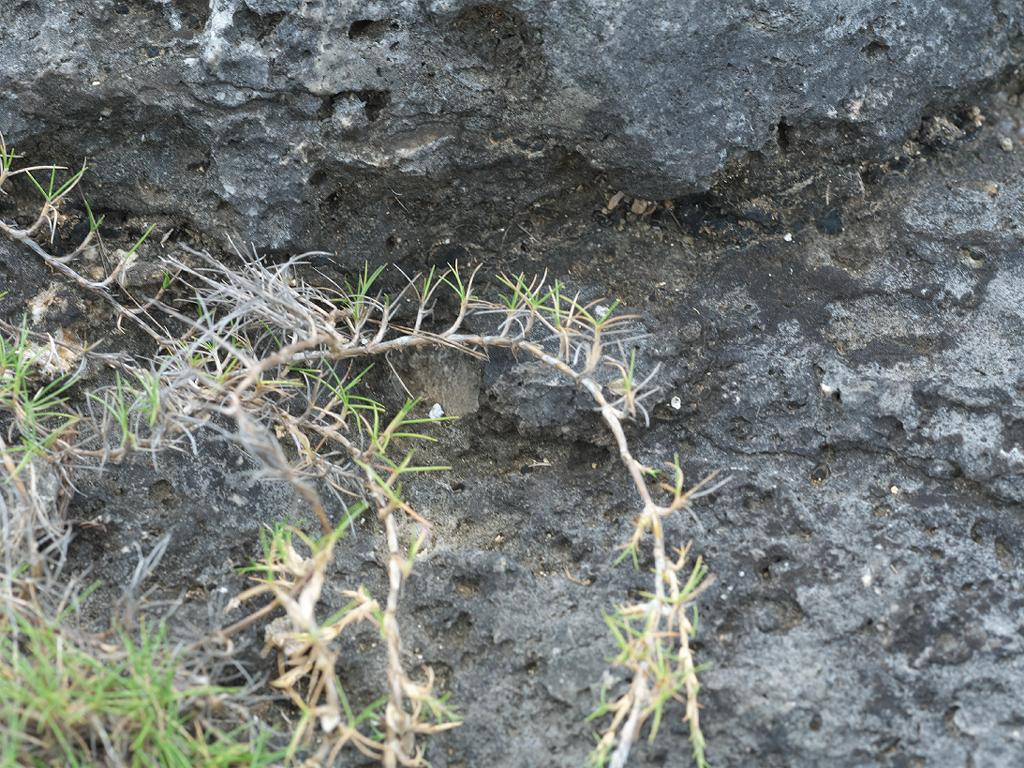
匍匐茎が露出している様子
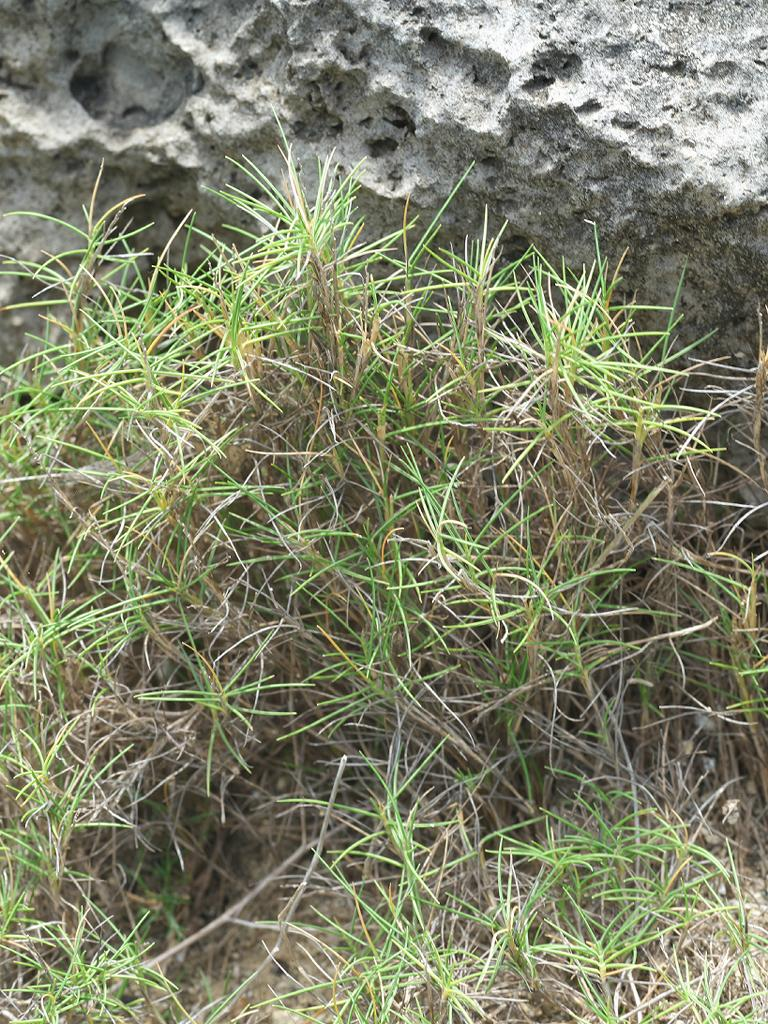
岩陰で直立茎がよく発達している状態
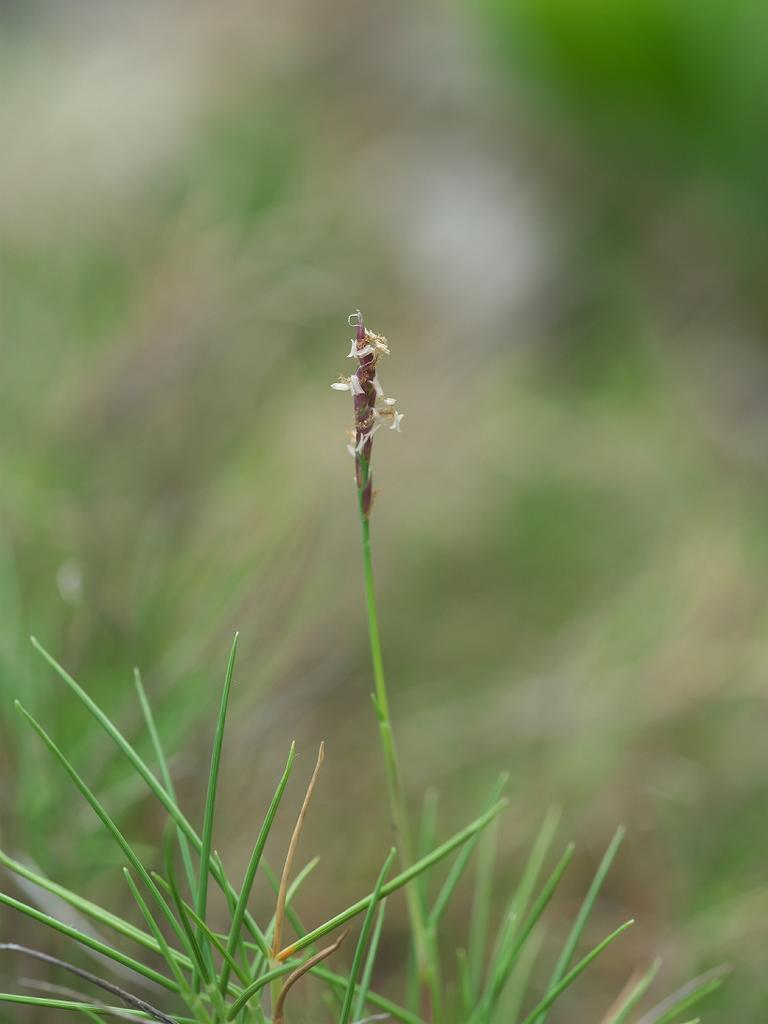
花序

### コウシュンシバとの違いについて
後述するが本種はコウシュンシバ（Z. matrella）とよく似ており、同一とされたことや変種とされたこともある。しかし形態的にこの2種は明確に区別できる。この2種の違いは主として葉幅にあり、本種は1mm以下程度、コウシュンシバは1.5mm以上であるが、これは単に大きさだけの問題ではない。本種の場合、葉身は内折りになって管状をしており、その背面は円形になっている。また断面を見ると葉肉に発達した貯水組織がある。他方でコウシュンシバの葉身は扁平で広がったもので、乾燥すると巻き込んで管状に見えることもあるが、本種の二つ折りで背面が丸いものとは明らかに異なる。またこの2種はともに花序が細いことでも共通し、小穂の形質でもよく似ており、これが2種を変種の関係と見なす根拠ともなっている。しかし本種では1つの花序につく小穂の数が6～12個であり、他方でコウシュンシバでは10～30個に達し、明らかに異なる。

## 分布と生育環境
日本では九州から琉球列島、および小笠原諸島に見られ、国外では韓国の済州島、中国南部、台湾から東南アジアに分布する。九州では薩摩半島南部と大隅半島南部、それに甑島にまで生育している。ただし中西(2020)によると九州での本種の分布は鹿児島県西南部と長崎県の島嶼部であり、壱岐が北限であるとされている。
海岸の岩場や砂浜の乾燥したところに生え、特に波しぶきが直接にかかるような砂地や岩場に生育している。往々に本種1種のみの群落を形成し、また隆起珊瑚礁の上に生育する場合は多少とも土砂が堆積した場所に出現する。沖縄県の海岸では岩の上に風衝性の植物群落の1つとしてソナレムグラ-コウライシバ群落があり、例えば恩納村の万座毛や国頭村の辺戸岬などはその代表とされる。沖縄の場合、砂浜ではもっとも海に近い位置にハマボウクラスがあり、ここにハマニガナ－クロイワザサ群団を認めるが、この群団の標徴種の一つに本種がある。また岩礁海岸ではソナレムグラ－コウライシバ群団が認められている。もっともこれにはコウシュンシバも含まれる可能性がある。

## 分類、類似種など
シバ属は世界に数種あり、日本には5種が知られる。その中で本種は葉が細く、また穂が細く小穂が小さいことでその多くと区別できる。よく似ているのは上記のコウシュンシバで、本種とは葉が丸まらず、広がって幅1.5mm以上になる点で区別される。
ただしこの2種は混同されてきたこともある。大井(1983)では本種は Z. tenuifolia の学名を当てられており、コウシュンシバとは穂や小穂の形質は似ているが葉が丸まるか広がるかの違いで区別できることが記されている。ところが長田(1993)には本種のみが掲載されており、しかもその図にはコウシュンシバらしいものが混同されている。Goudswaardは1980年に Z. tenuifolia とコウシュンシバの標本を検討した結果、インド洋の西部からマレーシアや太平洋諸島に分布するものに関してはそれらが全てコウシュンシバであり、他方で南日本のコウライシバは Z. tenuifolia ではないことを示し、これをこの種の変種と見なして新変種 Z. tenuifolia var. pacifica を記載した。しかし堀田、黒木(1994)は上記のような形態の違いを示した上でこれを明らかに別種であるとして上掲の学名を提示した。彼らによると本種とこの種を変種の関係と認める立場は乾燥標本のみに頼っての判断ではないかとしており、つまり乾燥したものではどちらも一見では細い管状の葉に見えるが、生きたものでははっきり区別できて紛らわしいものはないとし、栽培下でもその形質は安定しているという。

## 保護の状況
環境省のレッドデータブックでは指定がなく、県別では鹿児島県で分布特性上重要な種の指定があるのみである。鹿児島県の指定は分布北限域のものであると思われ、また分布域は日本国内では狭いものの鹿児島県以南での個体数が多いことを反映していると思われる。

## 利用
上記のように本種の名で芝生としてよく用いられてきたものはコウシュンシバである。しかし本種そのものも芝生として用いられている。造園の方面では本種はビロードシバ、ヒメシバ、キヌシバなどと呼ばれている。北アメリカで芝生として利用されるシバ属の種としてはシバ、コウシュンシバ、それに本種があげられる。一般的な芝生としては用いられていないが、近年では装飾的な芝生や細密な芝として用いられており、しかし本種に関しては園芸用の品種は開発されていない。本種は上記のシバ属3種の中で見た目はもっとも魅力的との声もあるが、耐寒性に関しては上記のシバ属3種の中では最も低い。